# Zhou Jianchao
Zhou Jianchao (en xinès: 周健超; Xangai, 11 de juny de 1988) és un jugador d'escacs xinès que té el títol de Gran Mestre des de 2006, quan va esdevenir el 21è Gran Mestre de la Xina, a 17 anys. El març de 2009, Zhou va arribar per primer cop en la seva carrera al top 100 mundial.
A la llista d'Elo de la FIDE del juny de 2020, hi tenia un Elo de 2615 punts, cosa que en feia el jugador número 15 (en actiu) de la Xina. El seu màxim Elo va ser de 2669 punts, a la llista de setembre de 2014 (posició 74 al rànquing mundial).

## Resultats destacats en competició
El 2004 va participar en el 2n matx Rússia - Xina, i hi va fer una puntuació de 4.5/6 amb una performance de 2623. El 2005 va fer la primera norma de Gran Mestre al grup A2 de l'Obert Aeroflot, amb 6/9 punts i una performance de 2727. La segona norma de GM la va fer a l'obert de Dubai del mateix any, puntuant 6/9 (performance de 2664). També el 2005, fou segon al campionat de la Xina, i participà amb l'equip xinès que quedà segon al campionat del món per equips. El 2006 va obtenir la tercera norma de GM a l'Obert Aeroflot (grup A2), amb una puntuació de 6.5/9 (performance de 2616)
Zhou es va classificar per la Copa del món de 2007 (celebrada a Khanti-Mansisk) on va arribar fins a la tercera ronda, quan va ser eliminat per Michael Adams després d'haver-se desfet d'Emil Sutovsky i Andrei Volokitin a les primeres dues rondes. En aquest torneig hi va fer una performance de 2687, el seu millor assoliment fins llavors.
El 2008 vencé al campionat de l'Àsia per equips, i hi guanyà a més la medalla d'or al seu tauler. A l'obert Aeroflot de 2009 hi fou tercer per desempat, amb una puntuació de 6.0/9 (+3,=6,-0) amb una performance de 2753. Va assolir la segona ronda de la Copa del Món de 2009 a Khanti-Mansisk. El 2010 va puntuar 6.0/9 (+3,=6,-0) a l'Open Aeroflot i hi acabà 4t, sobre 80 jugadors, amb una performance de 2777 (el campió fou Le Quang Liem). També el 2010, empatà al segon lloc al campionat absolut de l'Àsia, disputat a la Badia de Subic (el campió fou Ni Hua).
El 2011 fou tercer al torneig «Llac Sevan» a Martuni i va guanyar el 1r campionat de la Xina d'escacs ràpids a Hefei.